# Relações entre França e Índia
As relações entre França e Índia são as relações diplomáticas estabelecidas entre a República Francesa e a República da Índia. Estas relações têm sido tradicionalmente próximas e amigáveis, e ambos os países possuem uma "relação especial" entre si. A França e a Índia têm uma história secular de relações comerciais. Do século XVII até 1954, a França manteve uma presença colonial no subcontinente; Puducherry, um dos seus antigos territórios indianos, é um destino turístico popular para os viajantes franceses na Índia.